# DBC Pierre
DBC Pierre, pseudonimo di Peter Warren Finlay, (Adelaide, 1961), è uno scrittore australiano.

## Biografia
Nato in Australia nel 1961, si trasferì in Messico, dove è cresciuto. Dopo aver vissuto in Spagna, Australia, Inghilterra e ai Caraibi, ora risiede in Irlanda.
Il "DBC" che usa come nome sta per "Dirty But Clean" ("sporco ma pulito"). "Pierre" gli è stato dato come soprannome dagli amici d'infanzia con riferimento al personaggio "Dirty Pierre" della serie televisiva The Super 6.
Pierre ha vinto il Booker Prize con il romanzo d'esordio Vernon God Little del 2003.

## Opere

### Romanzi
- 2003 Vernon God Little (Vernon god little : a 21. century comedy in the presence of death), ed. italiana Torino, Einaudi, 2003
- 2006 Ludmila in fuga (Ludmila's Broken English), Torino, Einaudi, 2006
- 2010 Lights Out in Wonderland
- 2014 Breakfast with the Borgias
- 2016 Release the Bats

### Racconti
- Suddenly Doctor Cox (May 2009)
- Petit Mal (2013)